# Linum compactum
Linum compactum är en linväxtart som beskrevs av Aven Nelson. Linum compactum ingår i släktet linsläktet, och familjen linväxter. Inga underarter finns listade i Catalogue of Life.